# Hiệp ước Xô–Nhật

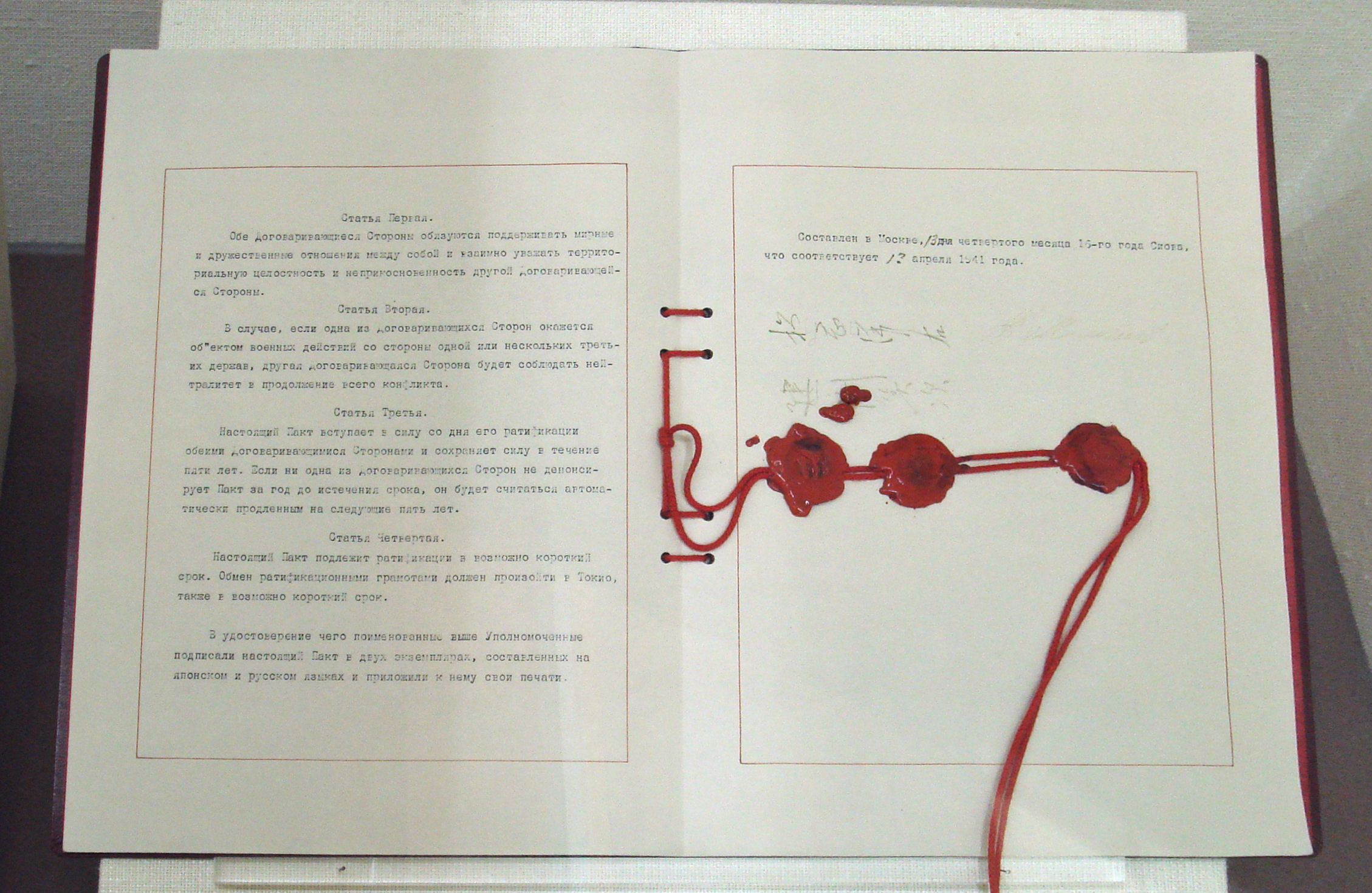
Hiệp ước trung lập Nhật-Xô,13 tháng 4 năm 1941.

'Hiệp ước Xô-Nhật còn được gọi là 'Điều ước trung lập Xô-Nhật (日ソ中立条約 Nisso Chūritsu Jōyaku) hay Điều ước bất xâm phạm Nhật-Xô (日ソ不可侵条約 Nisso Fukashin Jōyaku) là bản hiệp ước giữa Liên Xô và Đế quốc Nhật Bản được ký kết vào ngày 13 tháng 4 năm 1941, hai năm sau khi kết thúc chiến tranh biên giới Xô- Nhật (năm 1939). Hiệp ước được ký kết để đảm bảo tính trung lập giữa Liên Xô và Nhật Bản trong Thế chiến 2, trong đó cả hai nước đều tham gia.

## Bối cảnh và lịch sử
Năm 1940, với sự thất bại của Pháp và việc mở rộng của phe Phát xít, Liên Xô muốn hàn gắn mối quan hệ của mình với các nước ở Viễn Đông để bảo vệ biên giới phía đông và tập trung vào mặt trận châu Âu. Mặt khác Nhật Bản sa lầy tại chiến trường Trung Quốc với cuộc chiến gần như bất định và mối quan hệ với Hoa Kỳ ngày càng xấu đi nên tìm đến Liên Xô để cải thiện vị thế quốc tế của mình và cũng để đảm bảo biên giới phía bắc của Mãn Châu quốc khỏi mối đe dọa xâm lược.
Stalin lo sợ nếu Nhật Bản tấn công vào Liên Xô, Hoa Kỳ sẽ công khai ủng hộ và khuyến khích cuộc tấn công đó. Sau khi lễ ký kết thúc, một cử chỉ chưa từng có Stalin tiễn ngoại trưởng Matsuoka ra ga xe lửa. Đây là biểu tượng cho tầm quan trọng của Stalin gắn liền với các hiệp ước quốc tế. Nó cũng cho phép nâng cao vị thế trong việc đàm phán thương lượng với Đức.
Hiệp ước được ký tại Moskva vào ngày 13 tháng 4 năm 1941, đại diện cho phía Nhật Bản là Ngoại trưởng Yosuke Matsuoka và Đại sứ Yoshitsugu Tatekawa đại diện cho phía Liên Xô là Ngoại trưởng Vyacheslav Mikhailovich Molotov.
Cùng ngày cũng có các biên bản ký kết liên quan đến Mông Cổ và Mãn Châu quốc. Liên Xô đã cam kết tôn trọng toàn vẹn lãnh thổ và bất khả xâm phạm với Mãn Châu quốc, và Nhật Bản cũng làm điều tương tự với nước Cộng hòa Nhân dân Mông Cổ.
Sau đó vào năm 1941, Nhật Bản tham gia vào Hiệp ước ba bên, việc đó khiến hiệp ước trung lập Xô-Nhật gần như bị loại bỏ. Đặc biệt là sự xâm lược Liên Xô của phát xít Đức. Nhưng quyết định quan trọng là việc Nhật Bản mở rộng xuống phía nam và xâm lược thuộc địa của các nước châu Âu trong khu vực Đông Nam Á.
Ngày 5 tháng 4 năm 1945 Liên Xô tuyên bố xóa bỏ hiệp ước, thông báo cho chính phủ Nhật Bản rằng "theo Điều Ba trong bản hiệp ước,trong đó quyền bãi ước 1 năm trước khi hết thời hạn 5 năm hoạt động của hiệp ước, Chính phủ Liên Xô cho biết Chính phủ Nhật Bản mong muốn của mình xóa bỏ hiệp ước của ngày 13 tháng 4 năm 1941" . Tạp chí Time cho rằng đây có thể là hành động sắp tuyên chiến Nhật Bản của Liên Xô . Tuy nhiên theo văn bản thì hiệp ước có thời hạn đến tháng 4 năm 1946.
Nửa đêm ngày 9 tháng 8 năm 1945,Liên Xô tấn công Mãn Châu quốc, tuyên bố chiến tranh được công bố sau 6 tiếng sau. Do khác biệt về múi giờ,có thể coi ngày 8 tháng 8 là ngày tuyên chiến, khi đó tại Moscow mới là 11 giờ tối.
Liên Xô đã giữ đúng lời hứa của mình với các nước đồng minh tại hội nghị Yalta về việc Liên Xô phải mở mặt trận chống Nhật từ 2-3 tháng sau khi chiến sự ở châu Âu kết thúc nhưng nó cũng là hành động vi phạm hiệp ước trung lập Xô-Nhật vẫn còn hiệu lực.

## Hiệp ước
HIỆP ƯỚC TRUNG LẬP LIÊN BANG CỘNG HÒA XÃ HỘI CHỦ NGHĨA XÔ VIẾT VÀ NHẬT BẢN
Để thể hiện sự mong muốn tăng cường quan hệ hòa bình và hữu nghị giữa 2 nước, Chủ tịch Đoàn Chủ tịch Xô Viết Tối cao của Liên bang Cộng hòa Xã hội Chủ nghĩa Xô Viết và Nhật Hoàng Đế quốc Nhật Bản cử đại diện thay mặt gồm:
- Đoàn Chủ tịch Xô Viết Tối cao Liên Xô
  - Vyacheslav Mikhailovich Molotov, Chủ tịch Hội đồng Dân ủy kiêm Ủy viên Nhân dân Bộ Dân ủy Ngoại giao Liên Xô;

- Nhật Hoàng Đế quốc Nhật Bản
  - Yosuke Matsuoka, Ngoại trường, Jusanmin, Hiệp sĩ đệ nhất Huân chương cao quý, và
  - Yoshitsugu Tatekawa, Đại sứ đặc mệnh toàn quyền Liên Xô, Thiếu tướng, Jusanmin, Hiệp sĩ đệ nhất Huân chương cao quý và Huân chương Kim Diều Hiệp sĩ Đệ tứ,

sau khi hội đàm đã thống nhất các điều khoản sau:
- Điều một: Cả hai bên cam kết duy trì quan hệ hòa bình và hữu nghị với nhau và cùng tôn trọng sự toàn vẹn lãnh thổ và bất khả xâm phạm nhau.
- Điều hai: Nếu một trong 2 bên ký hiệp ước tham chiến hoặc tuyên chiến với bên thứ 3, bên tham gia hiệp ước sẽ là bên quan sát với tư cách trung lập.
- Điều ba: Hiệp ước có hiệu lực từ khi phê chuẩn và có kỳ hạn là 5 năm. Trong trường hợp 1 trong 2 bên không tuyên bố bãi ước trước khi hết kỳ hạn 1 năm, hiệp ước sẽ xem xét tự động kéo kỳ hạn thêm 5 năm tiếp.
- Điều bốn: Hiệp ước được thông qua ngay. Hiệp ước cũng sẽ được phê chuẩn ngay tại Tokyo.

Hiệp ước sẽ được soạn thành hai bản gồm tiếng Nga và tiếng Nhật, và sẽ được đóng dấu.
Thực hiện tại Moscow vào ngày 13/4/1941, tương ứng với ngày 13/4 năm Showa thứ 16.
V. Molotov; 

Yosuke Matsuoka; 

Yoshitsugu Tatekawa

## Tuyên bố
Tuyên bố
Để phù hợp với tinh thần của Hiệp ước trung lập thông qua ngày 13 tháng 4 năm 1941, giữa Liên Xô và Nhật Bản, Chính phủ Liên Xô và Chính phủ Nhật Bản, vì lợi ích quan hệ hòa bình và hữu nghị giữa hai nước, Liên Xô long trọng tuyên bố rằng cam kết tôn trọng sự toàn vẹn lãnh thổ và bất khả xâm phạm của Mãn Châu và Nhật Bản cam kết sẽ tôn trọng sự toàn vẹn lãnh thổ và bất khả xâm phạm với nước Cộng hoà nhân dân Mông Cổ.
Moscow, 13 Tháng 4 năm 1941
Thay mặt Chính phủ Liên Xô

V. MOLOTOV
Thay mặt Chính phủ Nhật Bản
 
YOSUKE MATSUOKA

YOSHITSUGU TATEKAWA